# از دنیای نو (رمان)
از دنیای نو (به ژاپنی: 新世界より, Shin Sekai Yori) رمانی ژاپنی به قلم یوسوکه کیشی است که ابتدا در سال ۲۰۰۸ توسط انتشارات کودانشا به چاپ رسید. بر پایه این رمان، یک مجموعه مانگا با کمی اختلافات جزئی توسط تورو اویکاوا مصورسازی شده‌است که از مه ۲۰۱۲ تا ژوئن ۲۰۱۴ به تعداد ۷ تانکوبون در مجله بساتسو شونن انتشارات کودانشا منتشر می‌شد. یک مجموعه تلویزیونی انیمه ۲۵ قسمتی نیز توسط استودیو ای-۱ پیکچرز و به کارگردانی ماساشی ایشیهاما دستمایه اقتباس قرار گرفت که از اکتبر ۲۰۱۲ الی مارس ۲۰۱۳ در کشور ژاپن پخش شد. عنوان مجموعه برگرفته از سمفونی شماره ۹ تحت عنوان «از دنیای نو» اثر آنتونین دورژاک است، که موومان دوم آن چندین بار در داستان ظاهر می‌شود.
در آینده و ۱۰۰۰ سال پس از عصر مدرن، ژاپن به یک کشور از هم گسیخته تبدیل می‌شود، و اکنون تنها شهرهای کوچک وجود دارند. فرمانروایان این جهان از قدرت نفرین شده دورجنبی برخوردار می‌باشند. زمانی که حادثه‌ای رخ می‌دهد، پنج کودک متوجه می‌شوند این جهان آن طور که به نظر می‌رسد نیست، و از تاریخ خونین پشت پردهٔ این جهان با خبر می‌شوند. این پنج کودک با یکدیگر متحد می‌شوند تا به جهانی که دارد در مارپیچ آشوب غرق می‌شود کمک کنند.